# Sunday Express (journal montréalais)
Pour les articles homonymes, voir Sunday Express (homonymie).
Le Sunday Express était un journal hebdomadaire de langue anglaise publié à Montréal.

## Fondation
Le Sunday Express a été fondé en 1969 par Joe Azaria, le fondateur du journal Midnight.
Joe Azaria a tenté sans succès de publier le journal quotidiennement sous le nom Daily Express. Cette expérience a duré moins d'un an. Le journal était incapable de rivaliser avec l'alors-dominant Montreal Star et le Montreal Gazette (aujourd'hui le seul quotidien anglais de Montréal).

## Acquisition et la fermeture par Québecor
En 1974, le Sunday Express a été acquis par Québecor, qui a publié le journal jusqu'à sa fermeture en 1985.

## Contributeurs notables
Ont contribué au journal : Antonia Zerbisias (en) qui y a brièvement travaillé au début de sa carrière ; le critique de théâtre devenu metteur en scène de théâtre Marianne Ackerman (en) ; et Andy Nulman (en) qui a écrit une chronique de divertissement pour le journal.